# Maria Selvaggia Borghini
Maria Selvaggia Borghini (Pisa, 7 febbraio 1656 – Pisa, 22 febbraio 1731) è stata una poetessa italiana.

## Biografia
Educata da Giovanni Farinati, direttore del Collegio Ricci a Pisa, Maria Selvaggia Borghini iniziò a scrivere in latino dall'età di undici anni. Si dedicò successivamente agli studi matematici, sotto la direzione del celebre Alessandro Marchetti.
Traduttrice di Tertulliano, ricevette le lodi da letterati, come Lorenzo Magalotti, Salvini, Menzini e altri ancora. Dal 1688 al 1689 pubblicò un elogio della granduchessa di Toscana Vittoria Della Rovere, con all'interno alcuni sonetti che Francesco Redi definì "nobilissimi e superbissimi". Quest'ultimo non la riteneva infatti per nulla inferiore alla nota Vittoria Colonna, marchesa di Pescara. Maria Selvaggia Borghini fece parte inoltre dell'Accademia degli Stravaganti di Pisa, in seguito affiliata a l'Accademia dell'Arcadia, sotto lo pseudonimo di Filotima Innia, e dell'Accademia dei Recoverati, oggi Accademia galileiana di scienze, lettere ed arti di Padova.
Fervente cattolica, si interessò anche dell'educazione religiosa dei giovani e presso Capannoli conobbe l'allora abate Lorenzo Borghini, che le fu direttore spirituale. Nello stesso paese era proprietaria di una villa che divenne il centro di una comunità religiosa locale, oltre che un piacevole ritrovo estivo di illustri letterati, come lo stesso Anton Maria Salvini e Giovan Battista Fagiuoli.
Maria Selvaggia non si volle mai sposare e allevò la figlia del fratello Cosimo, Caterina, che fu anch'ella scrittrice di versi.

## Opere

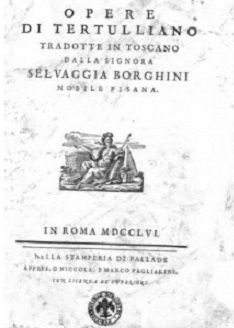
Opere di Tertulliano

- Rime della Signora Lucrezia Marinella, Veronica Gambara et Isabella della Morra, con giunta di quelle fin’ora raccolte della Signora Maria Selvaggia Borghini, Napoli, Bulifon, 1693.
- Rime di cinquanta illustri poetesse di nuovo date in luce da Antonio Bulifon,  Napoli, Antonio Bulifon, 1695.
- Componimenti poetici delle più illustri rimatrici raccolti da Luisa Bergalli, Venezia, Mora, 1726.
- Raccolta del Recanati, Venezia, 1716.
- Raccolta del Redi.
- Maria Selvaggia Borghini, Opere di Tertulliano tradotte in Toscano dalla Signora Selvaggia Borghini, Nobile Pisana, a cura di Giovanni Gaetano Bottari, (traduzione di De pallio, Apologeticus adversus Gentes, De testimonio animae, Ad scapulam, De poenitentia, De oratione, Ad Martyres, De patientia, De spectaculis, De idolatria, De habitu muliebri, De cultu feminarum, Ad uxorem, De corona militis, De baptismo), Roma, nella stamperia di Pallade appresso Niccola, e Marco Pagliarini, 1756. URL consultato il 6 ottobre 2019.
- Saggio di Poesia, a cura di Domenico Moreni, Firenze, Margheri, 1827.
- Maria Selvaggia Borghini, Orazioni Tre di Q. S. Tertulliano volgarizzate, a cura di Giuseppe Onorio Marzuttini, (traduzione di Adversus Iudaeos, De praescriptione haereticorum, Contra Hermogenem, insieme con altri inediti della Borghini – una prefazione a Tertulliano, una lettera e un sonetto), Este, Coi tipi di Gaetano Longo, 1841. URL consultato il 6 ottobre 2019.
- Lettera e sonetto di Maria Selvaggia Borghini finora inediti, a cura di Emilio Bianchi, Pisa, Nistri, 1872.
- Per le nozze del sig. cav. conte Alfredo Agostini Venerosi Della Seta patrizio pisano colla nobile donzella Teresa contessa Marcello patrizia veneta, Pisa, 1882.
- Il Canzoniere di Maria Selvaggia Borghini, a cura di Agostino Agostini, Alessandro Panajia, Pisa, ETS, 2001.